# Mistrzostwa Świata w Gimnastyce Sportowej 1962
15. Mistrzostwa świata w gimnastyce sportowej, które odbyły się w czechosłowackim mieście Praga w 1962 roku.

## Rezultaty

### Mężczyźni
| Konkurencja                 | Złoto | Srebro | Brąz |
| --------------------------- | --- | --- | --- |
| Zawody drużynowe            | Japonia Nobuyuki Aihara · Yukio Endō · Takashi Mitsukuri · Takashi Ono · Shūji Tsurumi · Haruhiro Yamashita | ZSRR Walerij Kierdiemielidi · Wasilij Leontiew · Wiktor Lisicki · Boris Szachlin · Pawieł Stołbow · Jurij Titow | Czechosłowacja Pavel Gajdoš · Karel Klečka · Přemysl Krbec · Václav Kubička · Ladislav Pazdera · Jaroslav Šťastný |
| Wielobój indywidualnie      | Jurij Titow                                                                                                 | Yukio Endō | Boris Szachlin |
| Ćwiczenia wolne             | Nobuyuki Aihara                                                                                             | Yukio Endō | Franco Menichelli                                                                                                 |
| Ćwiczenia na koniu z łękami | Miroslav Cerar                                                                                              | Boris Szachlin                                                                                                  | Yu Lifeng |
| Ćwiczenia na koniu z łękami | Miroslav Cerar                                                                                              | Boris Szachlin                                                                                                  | Takashi Mitsukuri                                                                                                 |
| Ćwiczenia na kółkach        | Jurij Titow                                                                                                 | Yukio Endō | - |
| Ćwiczenia na kółkach        | Jurij Titow                                                                                                 | Boris Szachlin                                                                                                  | - |
| Skok                        | Přemysl Krbec                                                                                               | Haruhiro Yamashita                                                                                              | Yukio Endō |
| Skok                        | Přemysl Krbec                                                                                               | Haruhiro Yamashita                                                                                              | Boris Szachlin |
| Ćwiczenia na poręczach      | Miroslav Cerar                                                                                              | Boris Szachlin                                                                                                  | Yukio Endō |
| Ćwiczenia na drążku         | Takashi Ono                                                                                                 | Yukio Endō | - |
| Ćwiczenia na drążku         | Takashi Ono                                                                                                 | Pawieł Stołbow                                                                                                  | - |

### Kobiety
| Konkurencja             | Złoto | Srebro | Brąz                                                                                                |
| ----------------------- | --- | --- | --------------------------------------------------------------------------------------------------- |
| Zawody drużynowe        | ZSRR Polina Astachowa · Lidija Iwanowa · Łarysa Łatynina · Tamara Manina · Sofja Muratowa · Irina Pierwuszyna | Czechosłowacja Eva Bosáková · Věra Čáslavská · Libuše Cmíralová · Hana Růžičková · Ludmila Švédová · Adolfína Tkačíková | Japonia Ginko Abukawa · Keiko Ikeda · Taniko Nakamura · Kiyoko Ono · Toshiko Shirasu · Hiroko Tsuji |
| Wielobój indywidualnie  | Łarysa Łatynina                                                                                               | Věra Čáslavská | Irina Pierwuszyna                                                                                   |
| Skok                    | Věra Čáslavská                                                                                                | Łarysa Łatynina | Tamara Manina                                                                                       |
| Ćwiczenia na poręczy    | Irina Pierwuszyna                                                                                             | Eva Bosáková | Łarysa Łatynina                                                                                     |
| Ćwiczenia na równoważni | Eva Bosáková                                                                                                  | Łarysa Łatynina | Anikó Ducza                                                                                         |
| Ćwiczenia na równoważni | Eva Bosáková                                                                                                  | Łarysa Łatynina | Keiko Ikeda                                                                                         |
| Ćwiczenia wolne         | Łarysa Łatynina                                                                                               | Irina Pierwuszyna | Věra Čáslavská                                                                                      |

## Tabela medalowa
| Poz. | Państwo        | Złota | Srebra | Brązy | Łącznie |
| ---- | -------------- | ----- | ------ | ----- | ------- |
| 1    | ZSRR           | 6     | 8      | 5     | 19      |
| 2    | Japonia        | 4     | 4      | 5     | 13      |
| 3    | Czechosłowacja | 3     | 3      | 2     | 8       |
| 4    | Jugosławia     | 2     | 0      | 0     | 2       |
| 5=   | Chiny          | 0     | 0      | 1     | 1       |
| 5=   | Węgry          | 0     | 0      | 1     | 1       |
| 5=   | Włochy         | 0     | 0      | 1     | 1       |